# 프로토시폰과
프로토시폰과(Protosiphonaceae)는 녹조강 클라미도모나스목에 속하는 녹조류과의 하나이다. 3속 5종으로 이루어져 있다.

## 하위 속
- 프로토시폰속 (Protosiphon) Klebs, 1886 - 2종
- 스폰기오사르키놉시스속 (Spongiosarcinopsis) A.Temraleeva, S.Moskalenko, E.Mincheva, Y.Bukin & M.Sinetova, 2018 - 유일종 S. terrestris
- 우르넬라속 (Urnella) Playfair, 1918 - 2종